# Cuota de pantalla
La cuota de pantalla, porcentaje de audiencia o share (pronunciado [ʃer]) es una medida de audiencia que estima el porcentaje de hogares o espectadores que están viendo un programa de televisión con respecto al total que tiene encendido su televisor durante la emisión. La cuota de pantalla se manifiesta en una cifra que resulta de la multiplicación del 'alcance' (individuos u hogares) por la 'fidelidad' (tiempo invertido). La suma de las audiencias dan como resultado la «cuota total», que representa el total de aparatos receptores encendidos hacia un programa en un momento dado en diferentes canales. Por tanto, la cuota total indica el total de audiencia que se reparte entre las diferentes cadenas de televisión. Y la cuota de pantalla representa la parte de la cuota total que cada cadena consigue. Este dato se mide con audímetros.
Por otra parte, el índice de audiencia o rating (pronunciado [ˈrejtiŋ]) es una cifra que indica el porcentaje de hogares o espectadores con la televisión encendida en un canal, programa, día y hora específicos (o promediando minutos y fechas), en relación con el total de televidentes considerados en la muestra (encendidos y apagados). Debido a esto, el número de televisores encendidos y apagados siempre va a ser mayor que el de solo los encendidos haciendo que el índice de audiencia siempre sea menor que la cuota.
Podría decirse que la cuota define la preferencia del espectador hacia un programa u otro que se está emitiendo en un momento determinado, mientras que el índice de audiencia mide la cantidad de personas que un momento específico está viendo un anuncio o película, puede ser un minuto o un segundo.
El análisis de audiencias televisivas es un tipo de análisis de audiencias que consiste en conocer el número de personas que ven un programa en un canal de televisión. Hay varias formas de determinar este porcentaje dependiendo con que sea comparado.
La cifra de la audiencia simplemente mide la cantidad de espectadores, sin tomar ninguna referencia, que en ese momento están viendo un programa. Algo que tener en cuenta la población por país no importa ya que la medidora de índice de audiencia toma una parte de la población y se hace una muestra estadística.

## Análisis de audiencias por país

### Argentina
En Argentina las mediciones de audiencia de televisión son realizadas por IBOPE. El sistema de medición, muchas veces solo mide el índice de audiencia o la audiencia en Ciudad Autónoma de Buenos Aires y pocas veces en Córdoba capital, allí se mide a los seis canales de aire; América TV, TV Pública, Canal 9, Telefe, Canal 13, Net TV y pocas veces miden canales de cable como TN, LN+ o C5N. 
La base de personas varía dependiendo de los días, pero el promedio es entre 695 y 701, basados en esa cantidad de personas, se mide el índice de audiencia minuto a minuto. Por lo general, la base baja considerablemente cuando se programan cortes de luz en Ciudad de Buenos Aires, la base puede bajar a 670 o a 658. 
Para definir que canal ganó un día determinado, el día es dividido en 3 partes: Mañana, tarde y noche u horario central. La mañana corresponde a los programas a partir de las 12:00 p. m. hasta las 4:00 p. m. La tarde, de 4:00 p. m. a 8:00 p. m., y el horario central de 8:00 p. m. a 12:00 a. m. En esta franja, se promedian los programas emitidos y se define a la emisora ganadora de cada parte del día, aunque a las estaciones de televisión abierta les interesa más ganar la franja del horario central.
El punto de índice de audiencia nacional se mide a partir de 10 mil personas. Esto quiere decir que si 10 mil espectadores estuvieran mirando un programa, este tendría 0.1 puntos de audiencia, y así aumentando. De esta manera, 1 puntaje de audiencia equivaldría a 100 mil espectadores. 
IBOPE clasifica el índice de audiencia en bueno, regular y malo, dependiendo los números actuales y los anteriores:
0 a 5,9: Malo, casi regular. Bueno durante las mañanas
6 a 7,9: Regular. Malo en horario central
8 a 12,9: Bueno, dependiendo el canal
13+: Muy bueno, en todos los canales a todo horario[cita requerida]
Argentina tiene un buen historial de audiencia récord, tales como ¡Grande, Pa!, Amigos son los amigos, los cuales durante la época de los '90 tuvieron puntajes de casi 50 puntos en promedio (52 para Grande Pa y 53 para Amigos son los Amigos, respectivamente). El evento que más audiencia obtuvo fue la boda entre Palito Ortega y Evangelina Salazar en 1967, la cual fue cubierta por el programa Sábados circulares presentado por Pipo Mancera y transmitido por el Canal 13 de Buenos Aires. La transmisión tuvo 83.5 puntos de audiencia, inalcanzable aún para todos los programas. Otro éxito fue el de Pasión de gavilanes, telenovela colombiana transmitida por la cadena Telefe en 2006. Esta producción obtuvo un promedio de 3,45 millones espectadores. Además, destacan los debates presidenciales de 2015 (en Argentina Debate), los partidos de la selección argentina de fútbol, las asunciones presidenciales, la cobertura de elecciones y la emisión de telenovelas como Los Roldán o programas de entretenimiento como Showmatch y Hola Susana.

### Chile
En Chile la medición de audiencias de televisión es realizada por Kantar Ibope Media. En ella, un punto de cuota de pantalla corresponde a que el 1 % del target referido ha sido espectador medio del evento estudiado. Esta corresponde a la medición estándar de la industria. Por ejemplo, según los universos de Kantar IBOPE Media proyectados al año 2021, un punto de rating en total hogares equivale a 25 356 hogares y en total individuos a 78 121 personas.
De manera adicional, hay algunos distribuidores de cable que realizan estimaciones de audiencia, sobre la base de la información que disponen de sus clientes. Es el caso de Telefónica del Sur dispone del nivel de audiencia de sus 37 000 clientes, para ello implementó un sistema de captura de datos que gráfica y mantiene la información disponible.
Los programas tienen un índice de audiencia normal cuando se encuentran entre 15 y 20 puntos y es exitoso cuando pasan los 25 puntos, los programas más vistos son los partidos de la Selección Chilena de Fútbol, particularmente aquellos emitidos durante mega-eventos deportivos, y las teleseries Amores de mercado en 2001 con 46,7 puntos promedio, Karol G en Festival de Viña del Mar 2023 con 40 puntos promedio, Romané en 2000 con 38,9 puntos promedio y Machos en 2003 con 38,7.

### Colombia
En Colombia existen únicamente 2 tipos de medición: cuota de pantalla hogares y el índice de audiencia personas, con base en la información suministrada desde 1 100 hogares (4 600 personas) mediante un dispositivo llamado People meter. El índice de audiencia hogares indica la cantidad de hogares que están sintonizando determinado programa. Por su parte, el índice de audiencia personas mide la cantidad de personas que están sintonizando dicho programa. Colombia y Uruguay son los únicos países que utilizan esta medición,[cita requerida] la cual puede tener cierta similitud con la cuota.
En Colombia aún se sigue midiendo el índice de audiencia hogares pero los canales privados de televisión Caracol Televisión y RCN Televisión decidieron trabajar oficialmente con el de personas, ya que es una medición más precisa y es el índice de audiencia que se muestra actualmente en los portales.
Según IBOPE, Colombia estos son los niveles de índice de audiencia en personas:
- 16,1 o superior: mega éxito
- 14,5-16: éxito
- 13,5-14,4: mediano éxito
- 12,0-13,4: cumplidora
- 11,9 o menor: bajo desempeño

Los datos anteriores solo se aplican a producciones colombianas transmitidas en prime time u horario triple A (19:00 a 22:30).
En el caso de una producción extranjera emitida en pleno prime time los niveles son diferentes[cita requerida]:
- 11,0 o superior: éxito
- 10,0 a 10,9: mediano éxito
- 9,0-9,9: cumplidora
- 8,9 o menor: bajo desempeño

Teniendo en cuenta lo anterior el mínimo en este país son 12 puntos en índice de audiencia personas, pero para una telenovela o serie producida en el extranjero en prime time el mínimo es 9 puntos.
El récord de mayor índice de audiencia en hogares desde 1999 hasta la actualidad lo tiene la exitosa telenovela del canal RCN Televisión Yo soy Betty, la fea: 54,7 (24,6 índice de audiencia personas)[cita requerida] el 20 de junio del 2000.[cita requerida] En el índice de audiencia personas el récord lo tiene hasta el momento la exitosa narcoserie del canal Caracol Televisión Escobar, el patrón del mal con 26,9 (52,6 de índice de audiencia hogares) y 62,7 % de cuota el 28 de mayo del 2012.
La producción más exitosa en la historia de este país desde la aparición de la televisión privada en Colombia (1998) es la serie A corazón abierto (2010, RCN TV, versión colombiana de Gray's Anatomy). Anteriormente, producciones como Café, con aroma de mujer (1994-1995, Canal A) alcanzaban elevados índices de sintonía, si bien las mediciones de aquellos tiempos eran diferentes a las actuales.

### España
España es uno de los países más precisos a la hora de medir las audiencias de televisión. En 2020 un total de 5720 audímetros estaban distribuidos por la geografía española.
En el proceso de medición de audiencias televisivas intervienen el grupo Kantar Media (antes Sofres) que sigue el estudio a través de audiómetros y el Estudio General de Medios (EGM) que utiliza sondeos y es clave para el resto de medios: periódicos, radios, también televisión e internet.
Los aparatos instalados en hogares detectan los gustos de cerca de 14 000 personas, que son una muestra escogida para representar a los 45 millones de personas mayores de 4 años que viven en España. El margen de error de estas mediciones está entre el 1 y el 5 %.
En España, un punto de cuota de pantalla corresponde a que un 1 % de la cuota que había en el momento de emisión del programa estudiado, sintonizó esa cadena. Por ejemplo, si un programa obtiene un 5 % de cuota de pantalla, esto corresponde a que una media del 5 % de la cuota que había en el momento de emisión sintonizaba ese programa. La cantidad de hogares o individuos que represente cada punto de cuota de pantalla depende de la cuota que haya.
Las grandes cadenas generalistas (La 1 de TVE, Antena 3 y Telecinco) consideran que un programa es rentable cuando obtiene datos a partir del 16 % en los horarios más competitivos (prime time 'horario de máxima audiencia'), aunque con la llegada de las dos nuevas cadenas generalistas, Cuatro y La Sexta, pueden considerar mantener productos con cuotas algo más bajas. El 15 % es la cuota de pantalla media global que pretenden mantener las grandes cadenas. Por su parte, los dos nuevos canales aspiran a llegar a medias sensiblemente más bajas, entre el 7 y el 8 % en los próximos años. También existen otras cadenas que tienen cobertura autonómica como ETB 1, ETB2, 7RM, Aragón TV, Televisió de Catalunya, Televisión del Principado de Asturias, Telemadrid, Radio Televisión Canaria, Canal Sur, Canal Sur 2, TVG, TVG2, 8tv, À Punt Mèdia, Castilla-La Mancha Televisión y Radio Televisión de Castilla y León que miden su audiencia solo en las autonomías donde tienen cobertura.
España era en 2010 el séptimo país en el ranking por número de hogares equipados con audímetros en el mundo, el cuarto de Europa y uno de los más grandes del continente en proporción a la población del país.
Estados Unidos, China e India lideran la tabla, seguidos de Alemania, Italia y Reino Unido. Estos tres países europeos cuentan con una muestra que se sitúa entre los 5640 y los 5188 hogares. Tras España, se hallan Francia, Rusia y Australia.

### Perú
La empresa se encarga de medir el rating de los programas de la televisión peruana desde 1996, en una escala de 0 a 100.  Dicha sucursal mide el índice de audiencia diario en horarios matutinos, vespertinos y nocturnos. A partir de 2006, su sistema de medición es digital.
En un principio la Universidad de Lima (1992) calculó que 300 familias están afiliadas a una tecnología llamada People Meter por la entonces CPI. En 2015 la Pontificia Universidad Católica del Perú actualizó los datos a 780 familias, cuyo dispositivo instalado está distribuido en Lima (400 de ellas) y cinco ciudades más (380 más). Esas cinco ciudades son Arequipa, Trujillo, Chiclayo, Piura y Huancayo. Esa selección ha sido criticada por no ser no infalible para todo el país, ya que estas seis ciudades representan menos del 50 % de potenciales televidentes, y pierde cierta relevancia con el crecimiento de emisoras locales.
En lo que respecta a sus mediciones, únicamente las empresas pueden acceder a los servicios pagando por ellos. Solo seis canales principales contraron el servicio: América, Panamericana, TV Perú, Global TV, Latina y ATV. Estos canales suelen ocupar cada uno entre el 30 % y 70 % de tiempo de pantalla. Anteriormente el canal RBC contrató el servicio a mediados de los años 2000, hasta que fue retirado a petición de la gerencia. Ocasionalmente, Movistar TV puede revisar la audiencia de los canales de su servicio, aunque no el nivel de preferencia hacia los canales de la grilla de paga.

#### Programas con alta audiencia
Se considera un programa promedio al que está entre los 10 y 15 puntos de índice de audiencia; y exitoso cuando pasa los 25 (que incluye también a películas). En Perú, los programas más vistos han sido Simplemente María (30-40 puntos diarios), Aló Gisela (30-40 puntos diarios de promedio), Trampolín a la Fama (30-40 puntos semanales), Nubeluz (30 puntos de promedio), Al fondo hay sitio (28-34 puntos diarios de promedio). Y los hechos más vistos a lo largo de la historia han sido la visita de Chespirito a las instalaciones de América Televisión (picos de 38 puntos), los partidos de la Selección Peruana de Fútbol (picos de 70 puntos), peleas de Kina Malpartida (picos de 50 puntos), la boda Martínez-Valcárcel (picos de 70 puntos y promedio de 50), la participación de Tilsa Lozano en El valor de la verdad (picos de 51 puntos). 
Desde 2015, las series turcas acapararon la audiencia local; alcanzando altos índices de audiencia diaria. Estas son: Las mil y una noches, Fatmagul, Rosa negra, Ezel, Sila, Amor prohibido, El secreto de Feriha, El sultán, Una parte de mí, Se robó mi vida, Gumus y Elif. Transmitidos por uno de los canales con mayor sintonía Latina Televisión.

### Venezuela
En lo que se refiere a porcentaje de cuota en Venezuela se considera que 1 % de cuota se traduce en que de cada 100 televisores encendidos en el territorio nacional 1 está sintonizando el programa. Se considera un programa con un índice de audiencia promedio al que esté entre el 14 y 24 % de cuota, y un programa exitoso al que supere a los 24 % de cuota. En Venezuela, el programa Sábado Sensacional con 68,1 % y la serie juvenil ¡Qué clase de amor! transmitida en 2009 con 70,6 % lideran los niveles de cuota en el país. En 2011 la telenovela La Viuda Joven tuvo un 79 % de cuota en las pantallas de Venevisión, ya que se mantenía el misterio de saber quiénes eran los asesinos en serie de dicha telenovela, siendo la telenovela más vista en los últimos años. Hay ocasiones en que programas que solo se presentan en ciertas ocasiones logran un excelente índice de audiencia, como es el caso del Miss Venezuela que ha llegado a obtener 90,2 % de cuota.